# Gustaw Waza (dramat)
Gustaw Waza – polska sztuka teatralna (tragedia) autorstwa Józefa Wybickiego.
Sztuka została napisana w 1791, prawdopodobnie w Manieczkach. 
Dzieło nie zachowało się do dziś. Znane jest z opisu zawartego w liście, jaki Wybicki wysłał do Hugona Kołłątaja z Manieczek 30 maja 1791. Podobnie jak dramat Zygmunt August tego samego autora, było tylko maską historyczną przeznaczoną do pokazania aktualnej sytuacji politycznej w kraju. Bohaterem był szwedzki król – Gustaw I Waza, walczący z panującymi w Szwecji Duńczykami (XVI wiek). Był on autorem reformy władzy w Szwecji, przełamał zagrażającą krajowi dominację kleru i wprowadził do sejmu przedstawicieli mieszczaństwa i chłopstwa. Podobne postępowe reformy zalecał Wybicki Polsce, poprzez historyczną analogię w swoim dziele. Sztuki nigdy nie wystawiono w żadnym teatrze.